# Szirak-2 Giumri
Szirak-2 Giumri (orm. „Շիրակ-2“ Ֆուտբոլային Ակումբ Գյումրի, "Szirak-2" Futbolajin Akumby Giumri) – ormiański klub piłkarski z siedzibą w miejscowości Giumri.

## Historia
Chronologia nazw:
- 1967–1973: Szirak-2 Leninakan (orm. «Շիրակ-2» Լենինական)
- 1973–1991: Aragac Leninakan (orm. «Արագաց» Լենինական)
- 1991–1992: Aragac Kumajri (orm. «Արագաց» Կումայրի)
- 1992–1997: Aragac Giumri (orm. «Արագաց» Գյումրի)
- 1997–1999: Szirak-2 Giumri (orm. «Շիրակ-2» Գյումրի)
- 1999–2001: FC Giumri (orm. «Գյումրի» Գյումրի)
- 2001–2002: Aragac Giumri (orm. «Արագաց» Գյումրի)
- od 2002: Szirak-2 Giumri (orm. «Շիրակ-2» Գյումրի)

Drużyna piłkarska Szirak-2 została założona w mieście Leninakan w 1967 roku jako druga drużyna klubu Szirak Leninakan. W 1967 zespół startował w rozgrywkach spośród drużyn rezerwowych Mistrzostw ZSRR. Potem oddzielił się od klubu i jako Aragac prowadził samodzielną działalność.
Po uzyskaniu przez Armenię niepodległości w 1992 jako Aragac Giumri debiutował w Aradżin chumb. W 1995 debiutował w najwyższej lidze Armenii. W sezonie 1995/96 zajął 11. miejsce i spadł do Aradżin chumb. Ale nie przystąpił do rozgrywek. W 1997 ponownie został drugą drużyną klubu Szirak Giumri i zajął 1. miejsce w Aradżin chumb. W 1998 powrócił do Bardsragujn chumb, a w 1999 zmienił nazwę na FC Giumri. Po dwóch sezonach gry w najwyższej lidze klub ponownie spadł do Aradżin chumb. W latach 2001–2002 nazywał się Aragac Giumri, po czym całkowicie przeszedł do struktury klubu Szirak Giumri.

## Sukcesy
- Mistrzostwo Armeńskiej SRR: mistrz (1979, 1980, 1987)
- Puchar Armeńskiej SRR: zdobywca (1973)
- Mistrzostwo Armenii: 9. miejsce (1998, 1999)
- Puchar Armenii: 1/8 finału (1995/96)